# Christopher Young
Christopher Young, właśc. Robert Gilchrist Ilsley Young (ur. 28 kwietnia 1956 w Red Bank w stanie New Jersey) – amerykański kompozytor muzyki filmowej.

## Życiorys
Christopher Young urodził się i wychowywał w Red Bank – niedużej mieścinie hrabstwa Monmouth w stanie New Jersey. Studiował najpierw w Manhattan School of Music, a następnie ukończył Hampshire College w Amherst w stanie Massachusetts z tytułem licencjata w dziedzinie muzyki. Następnie ukończył studia podyplomowe na Uniwersytecie Północnego Teksasu. W 1980 zamieszkał w Los Angeles. Początkowo pociągała go muzyka jazzowa, którą wykonywał jako perkusista, jednak po usłyszeniu kilku dzieł Bernarda Herrmanna postanowił tworzyć muzykę filmową. Studiował w UCLA Film School pod kierunkiem Davida Raksina, a następnie wykładał w Thornton School of Music przy University of Southern California.
Jako kompozytor muzyki filmowej debiutował w 1982 roku muzyką do horroru Sypialnie ociekające krwią. Sławę przyniósł mu horror Wysłannik piekieł z 1987 roku i pomimo wielu późniejszych niewątpliwych sukcesów, muzyka do tego filmu uważana jest za największe osiągnięcie Younga i idealny przykład ilustracji muzycznej filmu grozy. Sam kompozytor za swoje najlepsze dzieło uważa ścieżkę dźwiękową do filmu Morderstwo pierwszego stopnia z 1995 roku. Od 1982 roku stworzył muzykę do blisko 100 filmów i seriali TV.
Jego „specjalność” to ścieżki dźwiękowe do horrorów i z nimi (chociaż niezasłużenie) jest najczęściej kojarzony. W swoim dorobku posiada również ilustracje muzyczne do filmów dokumentalnych, dramatów, komedii, kryminałów, filmów akcji, katastroficznych, fantasy, familijnych i obyczajowych. Jego styl to przede wszystkim oryginalne zastosowanie tradycyjnej orkiestry w połączeniu z elektroniką lub innymi, mniej konserwatywnymi rodzajami muzyki, spośród których najbardziej zauważalny jest jazz. Young nie boi się eksperymentować – w swoich kompozycjach wykorzystuje różne odmiany rocka lub techno, muzyki elektronicznej, R&B, lubi sięgać po chór. Tworząc swoją muzykę współpracował z tak znanymi osobistościami jak: Paul Oakenfold, Peter Gabriel i Tori Amos. Jest również autorem ścieżki dźwiękowej do gry video The Saboteur z 2009 roku.
W swoim filmowym dorobku filmowym posiada również epizod aktorski – zagrał kilka niewielkich ról, najczęściej samego siebie. Były to m.in. Rozgrywka (2001), Spider-Man 3 (2007), Wrota do piekieł (2009). W 1985 roku był asystentem reżysera przy produkcji The Bride.

## Nagrody
Wielokrotnie nominowany i nagradzany prestiżowymi nagrodami, m.in. Emmy, Saturna, Złotego Globu, BMI. W 2008 został uhonorowany prestiżową Nagrodą Kirka Richarda, przyznawaną corocznie przez BMI dla kompozytora który poczynił znaczący wkład w rozwój muzyki filmowej i telewizyjnej.

## Filmografia
- 1982 – Sypialnie ociekające krwią
- 1985 – Anioł zemsty
- 1985 – Koszmar z ulicy Wiązów II: Zemsta Freddy’ego
- 1985 – Królowa barbarzyńców
- 1985 – 1989 Strefa mroku
- 1986 – Najeźdźcy z Marsa
- 1986 – Metalowa zemsta
- 1987 – Hellraiser: Wysłannik piekieł (nominacja do nagrody Saturna)
- 1987 – Kwiaty na poddaszu
- 1988 – Hellraiser: Wysłannik piekieł II (nagroda Saturna)
- 1988 – Bat 21
- 1989 – Mucha II (nominacja do nagrody Saturna)
- 1989 – Obcy w domu
- 1990 – Last Flight Out
- 1992 – Włóczęga (nominacja do nagrody Saturna)
- 1992 – Huragan ognia
- 1992 – Jennifer 8
- 1993 – Mroczna połowa
- 1994 – Wyśniona kochanka
- 1995 – Morderstwo pierwszego stopnia
- 1995 – Gatunek
- 1995 – Zabójcza perfekcja
- 1995 – Psychopata (nominacja do nagrody Saturna)
- 1996 – Urwanie głowy (nagroda na MFF w Sitges)
- 1996 – Norma Jean & Marilyn (nominacja do nagrody Emmy)
- 1997 – Morderstwo w Białym Domu
- 1997 – Człowiek który wiedział za mało
- 1998 – Powódź
- 1998 – Hazardziści
- 1998 – Ulice strachu
- 1999 – Osaczeni (nagroda BMI)
- 1999 – Huragan
- 2000 – Cudowni chłopcy
- 2000 – Próba sił
- 2000 – Dotyk przeznaczenia
- 2001 – Słodki listopad
- 2001 – Kod dostępu (nagroda BMI)
- 2001 – Sceny zbrodni
- 2001 – Dom Glassów
- 2001 – Włamanie na śniadanie
- 2001 – Kroniki portowe (nominacja do nagrody Złotego Globu)
- 2002 – Country Miśki
- 2003 – Jądro Ziemi
- 2003 – Pokerzyści
- 2003 – Ława przysięgłych
- 2004 – The Grudge – Klątwa (nagroda BMI)
- 2005 – Salon piękności
- 2005 – Egzorcyzmy Emily Rose
- 2006 – The Grudge – Klątwa 2
- 2007 – Ghost Rider
- 2007 – Spider-Man 3
- 2007 – Lucky You – Pokerowy blef
- 2008 – Nieuchwytny
- 2008 – Sen na jawie
- 2008 – The Informers
- 2009 – Nieproszeni goście
- 2009 – Wrota do piekieł (nominacja do nagrody Saturna)
- 2009 – Darwin. Miłość i ewolucja
- 2009 – Miłość w Seattle
- 2010 – Pewnego razu w Rzymie
- 2011 – Ksiądz
- 2011 – Dziennik zakrapiany rumem

## Życie prywatne
Od wielu lat pozostaje w szczęśliwym związku z Anne Atkins-Young, którą poznał na planie pierwszego Wysłannika piekieł w 1987 roku.